# 616 (tal)
616 är det naturliga heltal som följer 615 och följs av 617.

## Matematiska egenskaper
- 616 är ett jämnt tal.
- 616 är ett sammansatt tal.
- 616 är ett palindromtal i det decimala talsystemet.
- 616 är ett praktiskt tal.
- 616 är ett ymnigt tal.
- 616 är ett Heptagontal.
- 616 är ett Tridekagontal.

## Inom vetenskapen
- 616 Elly, en asteroid.